# Forças Armadas de São Tomé e Príncipe
Die Streitkräfte São Tomé und Príncipe (portugiesisch Forças Armadas de São Tomé e Príncipe, abgekürzt FASTP) sind das Militär der Demokratischen Republik São Tomé und Príncipe.

## Allgemeines
Die Armee wurde 1968 nach der Unabhängigkeit von Portugal gegründet. In den ersten Jahren wurde eine Art Militärpolizei in unbedeutender Anzahl unterhalten.
Das Militär spielt in São Tomé und Príncipe eine wichtige politische Rolle. Viermal putschte das Militär (1978, 1988, 1995 und 2003).
Eine Wehrpflicht existiert nicht. Der Verteidigungsetat betrug 2005 581.729 US-Dollar. Eine Neustrukturierung der bewaffneten Kräfte des Landes wurde im Februar 2014 angekündigt.

## Gliederung
Sie gliedert sich in die Teilstreitkräfte Heer (Exército), Küstenwache (Guarda Costeira, oft auch als Marine bezeichnet), Präsidentengarde (Guarda Presidencial) und Nationalgarde. Luftstreitkräfte sind nicht vorhanden.

## Ausrüstung

### Heer
Als Handfeuerwaffen werden Uzi, MP5, PPS, SKS, AK-47, AKM, PK und MG3 eingesetzt.
Zur Flugabwehr stehen Flugabwehrkanonen der Typen ZPU-2, ZPU-4 und SU-23, zur Panzerabwehr die Waffensysteme RPG-7, SPG-9 und B-10 zur Verfügung.
An Fahrzeugen verfügt man über BRDM-1, BRDM-2, BTR-60, Unimog, Daihatsu Delta, Toyota Land Cruiser und Land Rover Defender.

### Küstenwache
Die Küstenwache verfügt über diverse Patrouillenboote aus westlicher Produktion.